# Claude Lefèbvre
Claude Lefèbvre (12. září 1632 – 25. dubna 1675) byl francouzský malíř a rytec.

## Životopis

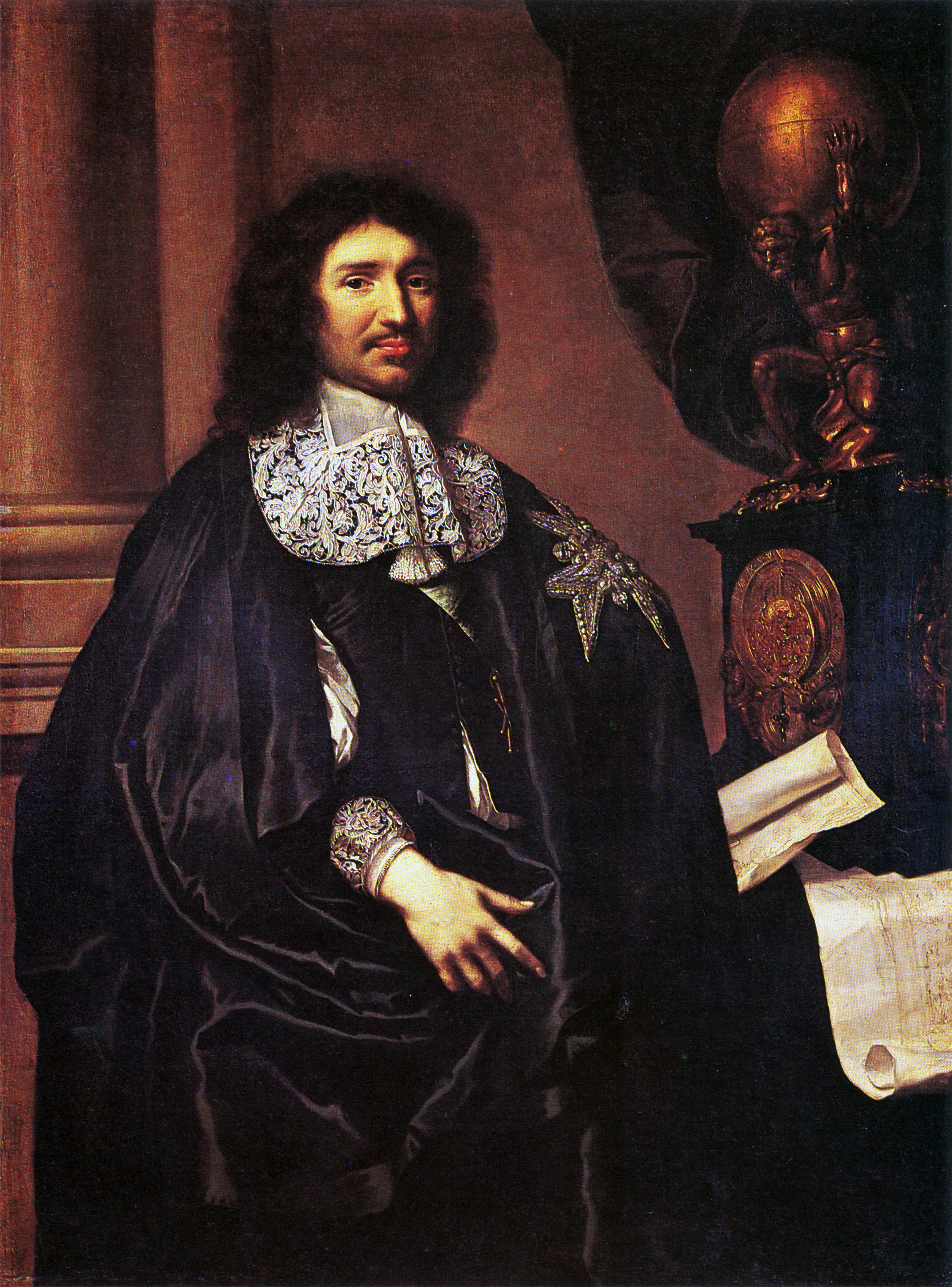
Portrét Colberta

Narodil v obci Fontainebleau jako syn malíře Jeana Lefèbvra (1600–1675). Roku 1654 studoval u Eustache Le Sueura v Paříži, po jeho smrti v roce 1655 u Charlese Le Bruna. V roce 1663 byl přijat do Académie royale de peinture et de sculpture. Mezi jeho studenty patřili francouzský portrétista François de Troy a Jean Cotelle. V roce 1673 v rámci Salonu představil deset svých obrazů, z toho devět portrétů. Lefèbvrových děl se dochovalo jen málo a mnohé jsou známy pouze z rytin umělců jako byli Gérard Edelinck, Nicolas de Poilly a Pieter van Schuppen. Lefèbvre pracoval také jako rytec. Mezi jeho rytiny patří například jeho autoportrét a portrét Alexandra Boudana. 
Claude Lefèbvre zemřel dne 25. dubna roku 1675 v Paříži. Jeho díla jsou uloženy v Národní portrétní galerii v Londýně a Louvru.

## Dílo
- Charles Couperin et la fille du peintre, Musée national du château et des Trianons de Versailles
- Claude Saumaise, professeur à l'université de Leyde de 1632 à 1653, Musée national du château et des Trianons de Versailles
- Jean-Baptiste Colbert (1619–1683), Musée national du château et des Trianons de Versailles
- Louis II de Bourbon, princ de Condé et son fils aîné Henri Jules de Bourbon, duc d'Enghien, Musée national du château et des Trianons de Versailles
- Louise-Françoise de La Baume Le Blanc, vévodkyně de la Vallière et de Vaujours (1644–1710), Musée national du château et des Trianons de Versailles
- Portrét Jacquese de Saulx-Tavannes, Musée des Beaux-Arts de Dijon
- Portrét Madame de Sillery, Musée des Beaux-Arts de Dole
- Portrét muže, Musée du Louvre
- Portrét muže, Musée Ingres de Montauban
- Portrét smírčího soudce, Musée des Beaux-Arts de Caen
- Portrétní presumé de Claude-Emmanuel Lhuillier, dit Chapelle, Musée Condé v Chantilly, Oise
- Un Précepteur et son élève, Musée du Louvre
- Portrait de Monsieur paillet, Collection de Monsieur Christophe Bastiani.